# Huaso

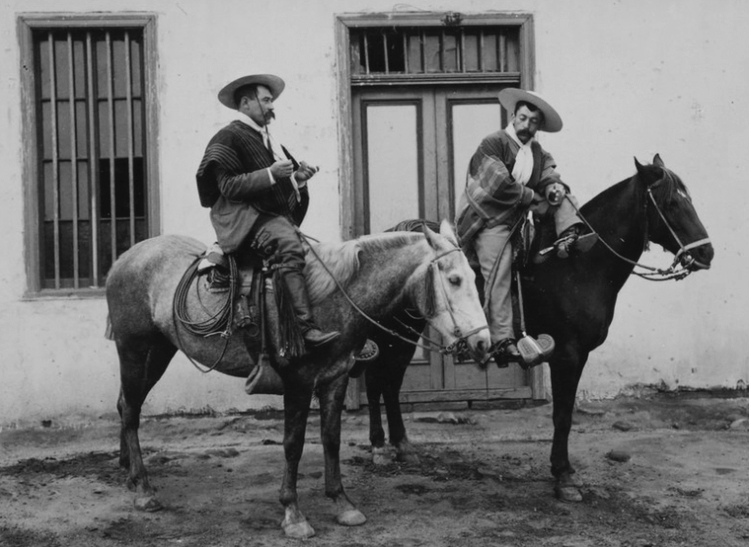
Dos huasos a caballo en Concepción, a inicios de 1900.

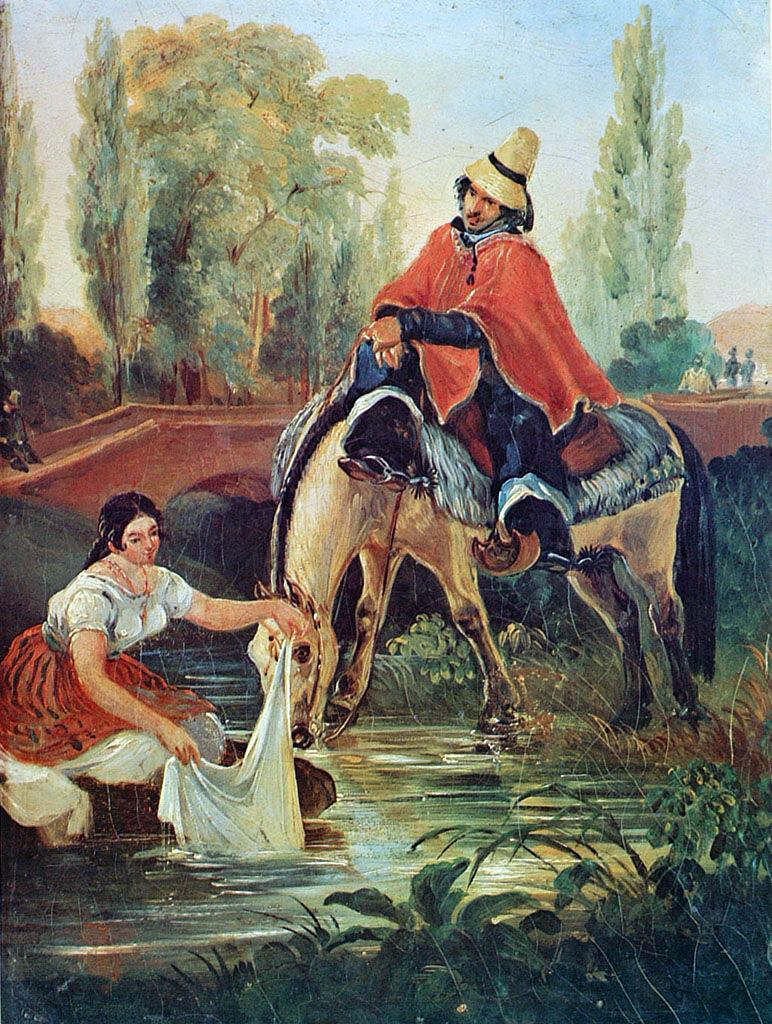
Pintura del pintor Mauricio Rugendas titulada "El huaso y la lavandera" cerca de 1835

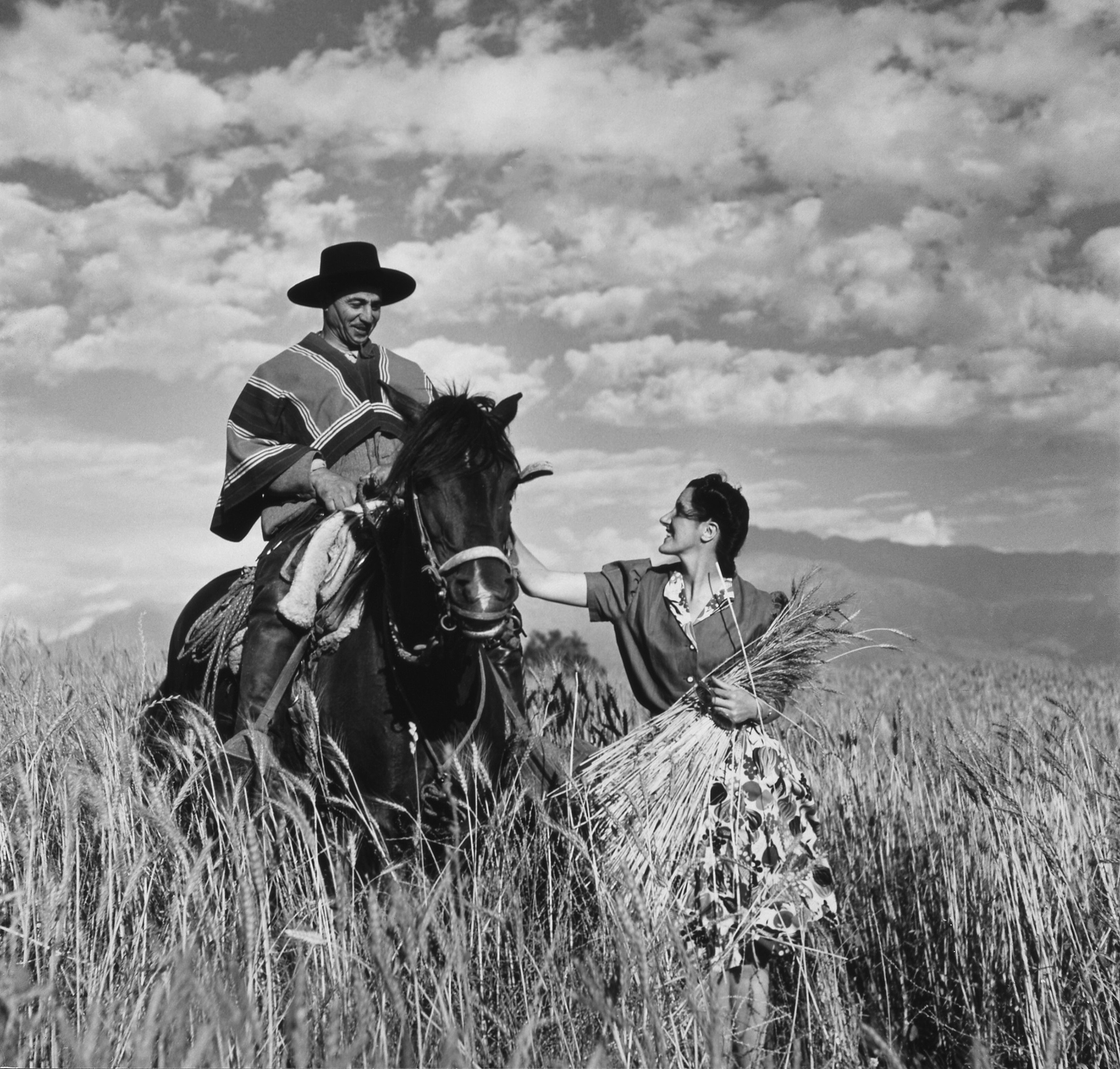
Foto de la fotógrafa Toni Frissell, titulada "María Vial de Prieto acaricia el caballo del huaso, Pirque, en un campo de trigo en Chile" para la revista Life.

El término huaso (también guaso, según la Real Academia Española) es usado en Chile para referirse al individuo que vive principalmente en su zona central y se dedica a las tareas propias de las antiguas haciendas del valle central y la costa de esa área. Por extensión, se hace referencia con este nombre a los campesinos de esa zona, utilizándose como adjetivo para señalar características propias del centro y parte del sur de Chile, como «cultura huasa» o «tradición huasa», entre otros.
Surgió en el reino de Chile durante el periodo colonial del Imperio español (1558-1810), descendiendo de la cultura andaluza. Es homólogo al resto de los jinetes del continente americano, y su labor no se limita exclusivamente a la ganadería sino que abarca otras actividades campesinas, como la agricultura.
Están desprendidas las subculturas patrón y gañán. Es el jinete en el rodeo chileno, un «deporte nacional de Chile», y quien baila la cueca, la «danza nacional de Chile». La mujer es llamada huasa o china, siendo estos personajes los prototipos de la identidad nacional, la chilenidad. Los clubes de huasos son organizaciones socioculturales encargadas de la difusión de esta cultura a nivel nacional, regidas por la Federación Nacional de Rodeos y Clubes de Huasos de Chile. Desde 2010, cada 17 de septiembre es celebrado el «Día del Huaso y de la Chilenidad». Es parte esencial del folclor chileno y miembro infaltable de los desfiles de septiembre, mes de la patria y las fondas —tiendas tradicionales en que se vende comida típica chilena, además de organizar juegos campesinos y otras actividades—, entre otros.

## Etimología
Una postura sostenida por el lingüista alemán Rodolfo Lenz y otros autores es que tanto «huaso» como «gaucho» proceden del término quechua wakcha, que significa ‘pobre’ o ‘huérfano’, y del que también se deriva el chilenismo «guacho» que se refiere a un hijo ilegítimo (nacido fuera del matrimonio) o a una prenda desparejada. Otra teoría señala que proviene del quechua y que significaría 'lomo' o 'ancas de las bestias'. El término huasu se habría usado para denominar a los jinetes, siendo posteriormente extendida a todos aquellos que realizaban trabajos agrícolas montados en un caballo.
Una opinión que ha tomado fuerza en los últimos años indica que tanto la palabra «guaso» como «gaucho» tendrían raíz hispana, específicamente originada en Andalucía, donde a la falta de gracia se le denomina «huasa»; al exceso de gracia, «guasón»; y al campesino que también habría sido el étimo de la palabra gaucho: «gacho». La combinación de esas tres palabras habría originado el término «huaso» para referirse al hombre de campo chileno.

## Origen
Los colonizadores españoles influyeron fuertemente en las costumbres y tradiciones presentes en la zona central de Chile desde el siglo XVII, que tiene un clima mediterráneo como Andalucía, lo que condujo al mestizaje cultural, ya que el español debió integrarse a las costumbres de los indígenas para convivir. Surgió así la encomienda durante el siglo XVI, que era la asignación de una cantidad de tierra e indígenas sobre los cuales el soldado español tenía dominio. Esta convivencia produjo una raza mestiza esencialmente entre andaluces y picunches. Considerando su origen histórico y elementos raciales que dieron origen al mestizo y que son los elementos ancestrales del huaso tales como padre español, pero no cualquiera de los que llegaron durante la Colonia, sino andaluces con madre y abuela indígenas, sumado al medio ambiente en el que se desenvuelve su vida y la actividad agrícola a la que se dedica, se podría definir al huaso como un mestizo ascendente enriquecido y de vida rural.

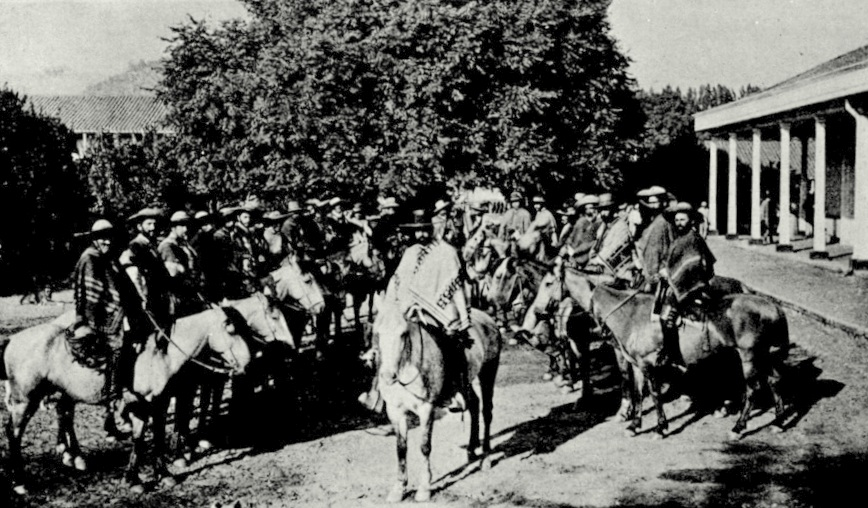
Patrón y mayordomos en 1903.

El mestizo ascendente tomó las costumbres y la idiosincrasia del padre español, más que de la madre indígena. Vivió con el padre o amparado por él, apegado a un pedazo de tierra, o junto a la madre que desempeñaba funciones domésticas en casa del español. Fue criado en un ambiente español, oyendo y hablando su idioma, conociendo y practicando su religión católica, es decir, adquiriendo sus hábitos; con los años llegó a convertirse en un individuo nacido en Chile asimilado al español, que poco o nada tenía que ver con el indígena, compenetrado del linaje paterno. La estructura social estaba determinada por la hacienda entre los siglos XVII y XIX, con los patrones, mayordomos, inquilinos y peones. Los huasos gañanes emigrados a las ciudades buscando una mejor calidad de vida durante los siglos XIX y XX transmutaron en rotos, quienes se instalaron en la periferia y debido al desarrollo humano de Chile a fines del siglo XX, derivaron en guachacas.

## Características

### Común

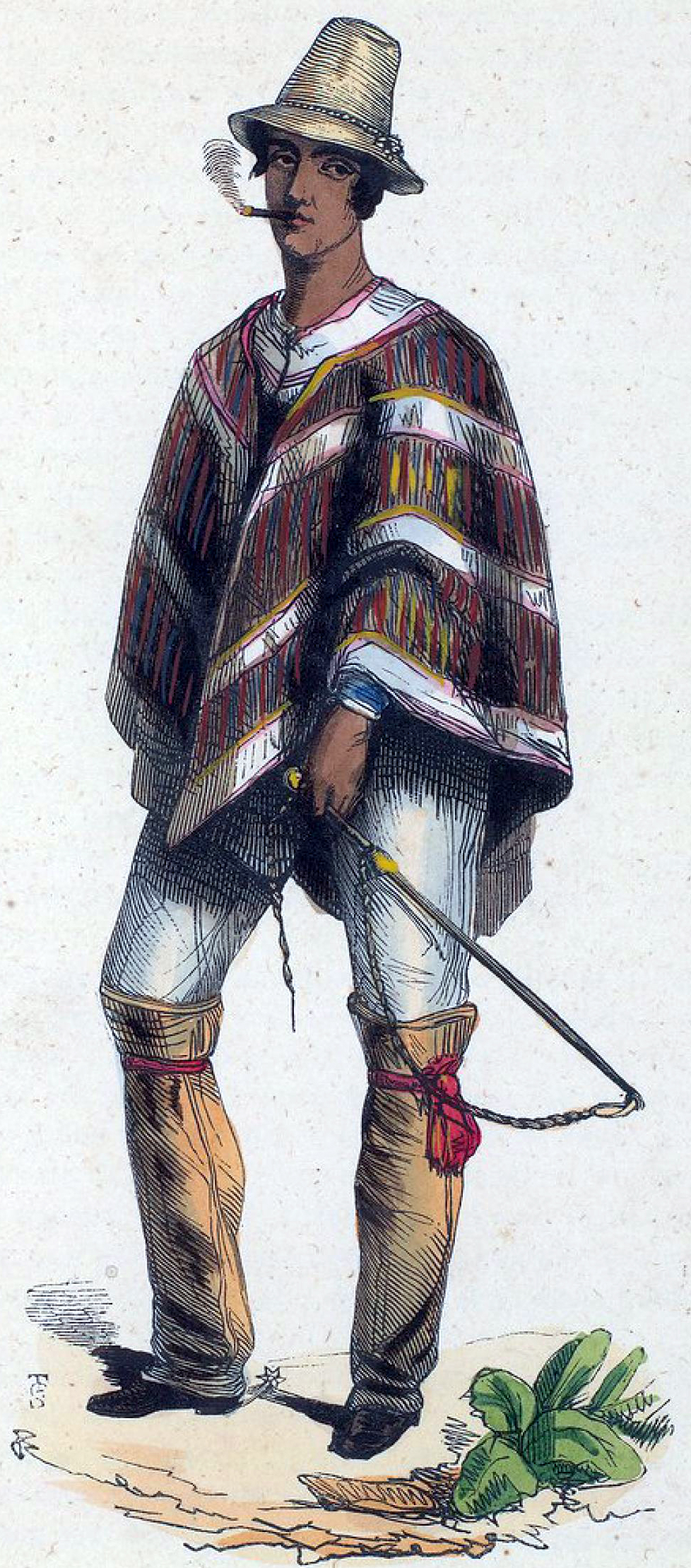
Antigua vestimenta huasa, dibujo de 1843.

El huaso se asocia a las zonas geográficas de los valles transversales y la llamada depresión intermedia de las zonas central y sur de Chile, comprendidas entre la región de Valparaíso por el norte y la región de Los Lagos por el sur. Lleva vestimenta de calidad media, que ha variado desde la época virreinal hasta hoy. Antiguamente, cuando el empleo del caballo era un uso general de la población, la vestimenta del huaso solo se distinguía por una gruesa manta y uno de los bonetes chilenos (colchagüino, huicano o maulino) —sombrero de copa de cono truncado, ala corta y de rudimentaria fabricación—, mientras que su compañera usaba un vestido corriente, «simple» en comparación a los pomposos vestidos de fiesta de la época.

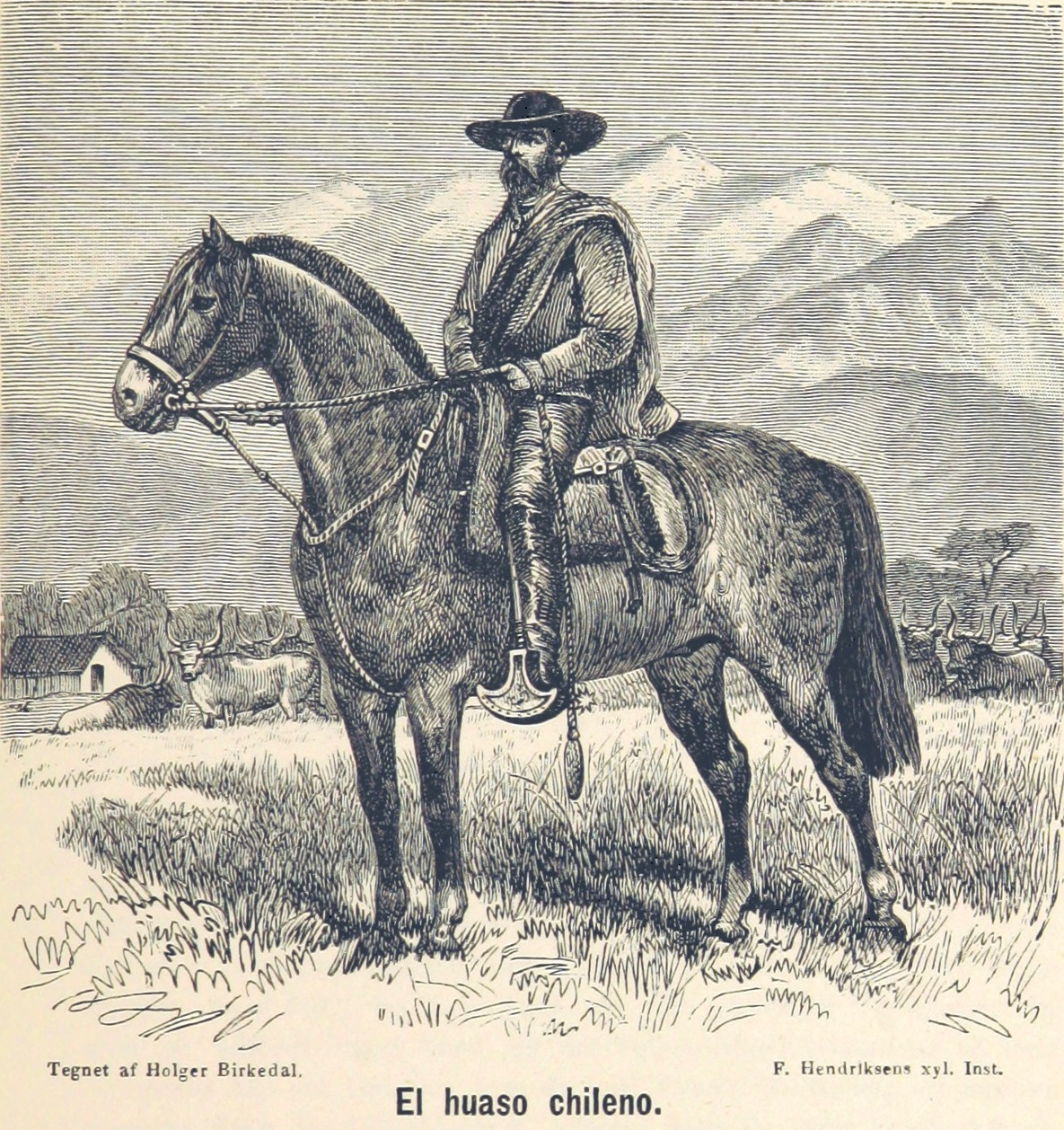
Huaso montando un caballo, ilustración de 1884.

El traje típico masculino comprende una chupalla tradicional —sombrero hecho de achupalla—, una camisa cuadrillé, una manta de huaso, una faja de huaso —de 10 centímetros de ancho, lana tejida a telar normalmente roja u otro color fuerte para abrigo y terminada en flecos largos en ambos extremos para su agitación durante las danzas huasas. Es larga y da varias vueltas alrededor de la cintura—, un pantalón casimir, dos polainas corraleras, dos botines corraleros y dos espuelas chilenas cuando montan un caballo chileno sobre una montura chilena que sostiene dos estribos chilenos y un lazo chileno, mientras que el femenino consta de un vestido de china, originado del andaluz, y dos zapatos de china. En la actualidad, el atavío de las representaciones folclóricas ha llegado a tener dos formas, tanto para el huaso como para su compañera: la tenida formal o elegante, propia de fiestas u ocasiones especiales, y la común o tradicional, asociada al trabajo campesino cotidiano en el campo.
Los varones generalmente tienen el cabello corto y están rasurados o usan el bigote de huaso —de corta extensión, igual longitud que los labios y bordes verticales—. Residen en una casona, se divierten en ramadas y bailan cueca tradicional. Llevan siempre un pañuelo blanco, complemento para la cueca, y un cacho —cuerno de toro adornado para la ingesta de chicha de uva, hábito conocido como «chicha en cacho»—. Cuando hay tiempo frío, llevan un sombrero negro de ala corta hecho de fieltro y un poncho de huaso hecho de lana o una manta de castilla.

### Patrón

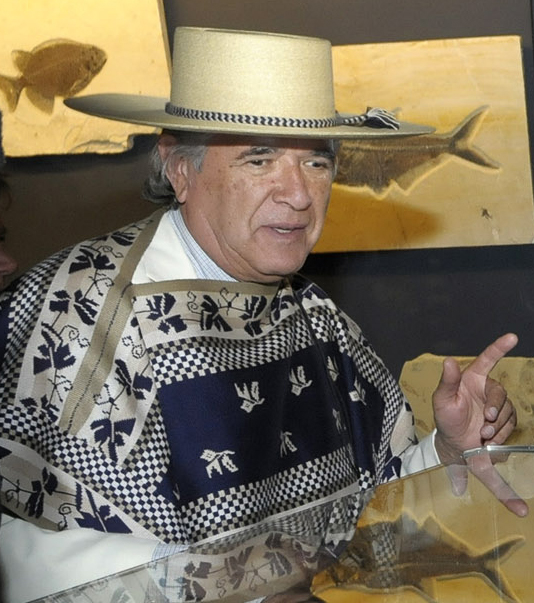
Carlos Cardoen con un chamanto típico asociado a los patrones.

En las presentaciones folclóricas basadas en relatos históricos y registros, aparecen huasos con vestimenta de fiesta de alta calidad originada de la andaluza, a los que se les denomina patrones de fundo o huasos elegantes, que consiste en una chupalla fina, faja de huaso sobre el cinturón, camisa blanca o cuadrillé, una chaqueta corralera corta de terno blanco o negro, pantalón gris listado fino en negro y botines negros; adornan su vestimenta un chamanto de tejido fino en colores sólidos y, para el mejor lucir, dos artículos de montura: las polainas corraleras —de cuero, generalmente con flecos de cuero y hebillas— y las espuelas.
La mujer es llamada huasa, lleva una trenza y un traje de huasa, consistente en un traje tipo catalán de dos piezas, de falda larga con adornos blancos, cubierto por una chaqueta corralera y un ropón por lo general de color negro —género para protegerlo del sudor del caballo—, camisón blanco, botas altas negras y sombrero similar al del varón de ala más corta. Cuando hay tiempo frío, llevan un sombrero corralero —versión de una chupalla fabricada con fieltro, generalmente negro— y una manta de Castilla. Residen en una casa patronal, se divierten en galas, bailan cueca de salón y se trasladaban ocasionalmente en carruaje. Su carácter es presuntuoso, individualista y conservador. 
Actualmente se les asocia a la clase alta (nivel socioeconómico AB), siendo homólogos a los urbanos cuicos. Generalmente, tienen un título de educación superior y son simpatizantes de la derecha política. Integrantes célebres han sido Alberto Cardemil, Carlos Cardoen y Alfredo Moreno.
En la actualidad, es común referirse a las personas altaneras y arribistas, así como también a los jefes que menosprecian a sus empleados, como patrones de fundo.

### Gañán

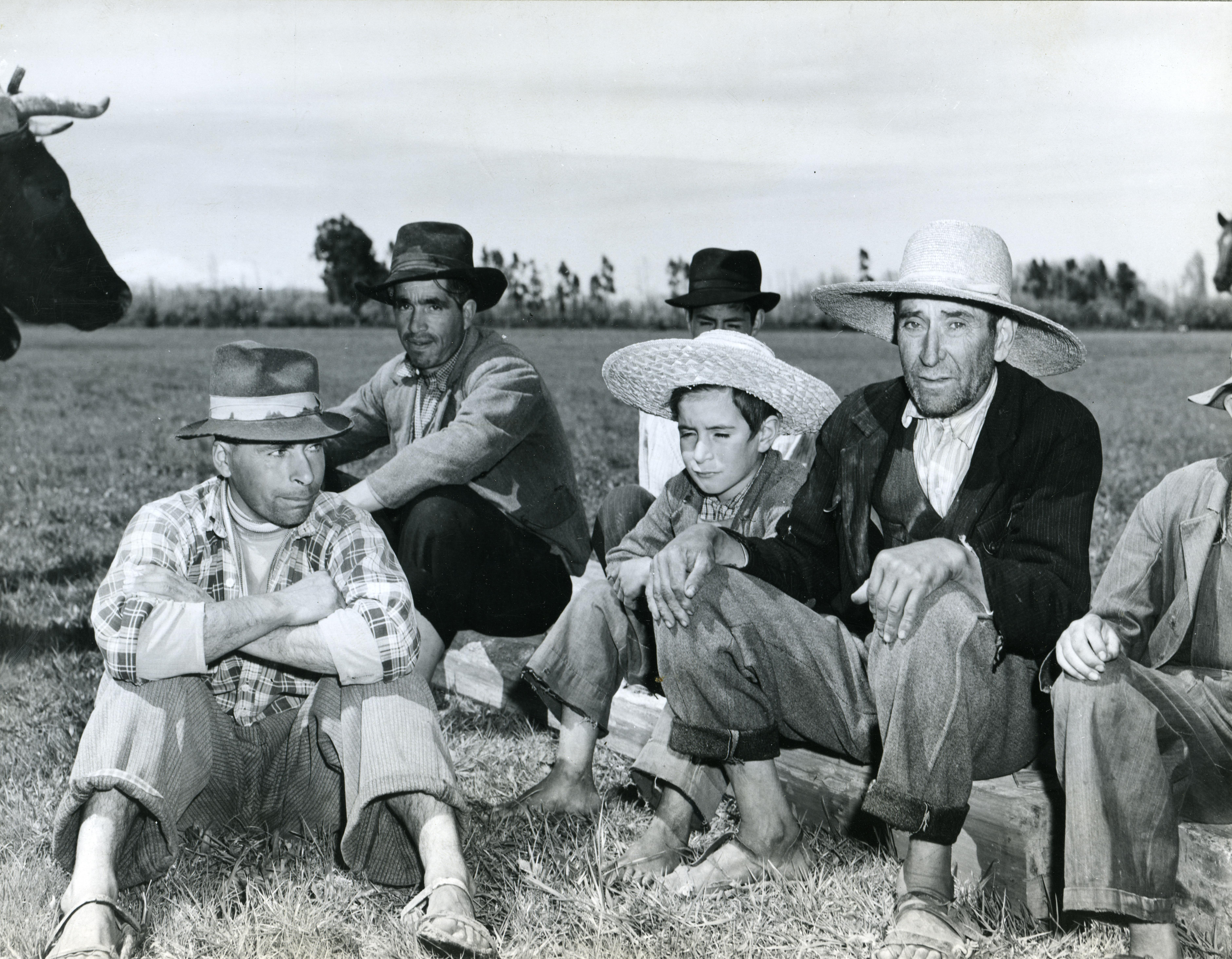
Gañanes descansando en 1944.

En escenificaciones de las tradiciones rurales del siglo XIX y principios del XX, aparecen huasos con vestimenta común de baja calidad —también llamado «huaso de gañán», refiriéndose al hombre dedicado a las labores agropecuarias rudas—, que consiste en una chupalla simple, camisa corriente, pantalones arremangados de color oscuro y ojotas —especie de sandalias hechas en forma artesanal de cuero o goma de neumáticos—; equipados para las labores campesinas, lleva polainas, espuelas y cinturón grueso de hebilla grande y, como accesorio a la cintura, una chicotera, un cuchillo de los tipos corvo o parralino, y un choquero —recipiente pequeño de lata de conserva provisto de asa en forma de arco, usado para beber infusiones calientes—. Utiliza una carreta chilena y es acompañado por el perro de trabajo y utilidad dogo chileno.
La mujer es llamada china y viste un traje-falda de una pieza floreado, con delantal blanco rico en encajes, pelo tomado en moño-tomate y zapato de taco cuadrado. Es empleada en las haciendas o temporera —cosechadora de temporada—, quien utiliza un loro —herramienta de madera para trabajar a la altura del racimo de uvas—. Cuando hay tiempo frío, llevan un sombrero gris tosco de ala corta. Residen en una rancha —casa pobre con el tejado de una sola vertiente y construidas en madera y/o adobe—, se divierten en chinganas, bailan cueca campesina y se trasladaban ocasionalmente en cabrita. Su carácter es modesto, altruista y pícaro. 
Actualmente se asume su pertenencia a la clase baja (niveles socioeconómicos D y E), siendo homólogos a los urbanos guachacas.

### Zonas donde habita
El huaso chileno habita en comunas rurales del centro y sur de Chile (entre la región de Valparaíso y la región de Los Lagos). También es posible hallar huasos en las zonas cercanas a Copiapó, Huasco, Elqui, Limarí y Choapa.

## Tradiciones
Son mencionadas las características originadas (en cursiva) o adaptadas.

### Arte
- Artesanía huasa: Es elaborada en la zona central y las que tienen denominación de origen son: alfarería de Pañul, alfarería de Pilén, alfarería de Pomaire, alfarería de Quinchamalí, chamantería de Doñihue, tejido de la cuelcha y tejido en crin de Rari.[33]

- Canto a lo poeta: Es un género musical escrito en décimas y acompañado por un guitarrón chileno o una guitarra traspuesta.[34] Contiene al subgénero paya.[35]

- Cocina campesina huasa: Es un tipo de la gastronomía chilena preparada en la zona central y cocida dentro de un horno chileno.[36][37] Destaca el arrollado de huaso, el carmenere, el tomaticán y la tortilla de rescoldo.

- Cueca: Es un género musical acompañado por los instrumentos propios: arpa chilena, charrango, espuela chilena, guitarrón chileno, pandero cuequero y tormento.[38] Su danza simboliza las distintas etapas de un idilio, en el que los bailarines con rápidos movimientos se buscan y se esquivan.[39]

- Danza huasa: La cueca campesina, la cueca de salón, la cueca tradicional, la jota chilena, la mazamorra, el pequén, la porteña, la refalosa, la sajuriana y el sombrerito, que integran las danzas chilenas.[40] Desde 2016 se realiza anualmente el Campeonato Nacional de Destrezas Huasas y Danzas Representativas en Valdivia.[41]

- Jerga huasa: Forma parte del dialecto español chileno.[42] Debido a su influencia andaluza, el huaso se caracteriza por tener un carácter ladino y un lenguaje salpicado de comentarios burlescos y socarrones.[43]

- Mitología huasa: Forma parte de la mitología chilena, destacando las historias de Bartolo Lara, la Calchona, las campanas de Rere, el Culebrón y la laguna del Inca.

- Tonada chilena: Es un subgénero musical de la tonada. Sus principales exponentes han sido Los Cuatro Huasos, Los Huasos Quincheros, Los Cuatro Cuartos, Huasos de Algarrobal, Margot Loyola, Violeta Parra y Pedro Messone.[44]

### Deporte
- Amansa de novillos: Corresponde al estilo chileno de la doma de bovinos. Es realizada para que un par de bueyes formen una yunta unidos por un yugo chileno, usando cuerdas y varas de tres metros.[45]

- Carreras a la chilena: Es la versión local de las carreras de caballos. Dos jinetes compiten montados sobre caballos chilenos sin montura. Gana quien llega primero a la meta.

- Domadura: Corresponde al estilo chileno de la doma de equinos. Consiste en dominar en pelo a un caballo chileno, sin entrenamiento. El domador debe mantenerse sobre el lomo, pese a los saltos y movimientos bruscos del animal.

- Persecución del chancho: Es realizada en recintos grandes cerrados, como la cancha de una medialuna. Se unta de grasa a un cerdo y se lo deja correr. Luego, un grupo de niños debe salir en su persecución para atraparlo. Gana quien consiga hacerlo.[46]

- Rayuela: Tiene dos modalidades, el tejo cilíndrico y el tejo plano.

- Rodeo: Tiene dos disciplinas, las corridas de vaca y el movimiento de la rienda.

- Topeadura: Dos jinetes con sus caballos se enfrentan separados por una vara de madera a la altura del pecho. Deben empujarse mutuamente. Gana el jinete que logra que el caballo contrario se mueva del lugar que tenía al comenzar la competencia.[47]

- Trilla a yegua suelta

### Festividad
- Encuentro por las Tradiciones: Es una reunión de miles de huasos montados que marchan por calles de ciudades para visibilizarse y defender las tradiciones huasas ante el avance de la globalización y las suposiciones de maltrato animal originadas por antichilenismo según ellos.[48][49]

- Festival huaso: Es un certamen musical alusivo a la cultura huasa. Destacan el Festival del Huaso de Olmué, el Festival Nacional del Folklore de San Bernardo, el Festival y Fiesta Nacional de la Leche y la Carne, el Festival de la Sandía de Paine y la Semana Buinense, enmarcados dentro de los Festivales de la Canción en Chile.

- Fiesta de la Vendimia: Es una actividad donde es celebrado el vino chileno.[50]

- Fiesta Huasa: Es una fiesta costumbrista, destacando las celebradas en Rancagua y El Tránsito.[51]

- Fiesta religiosa huasa: Destacan la Fiesta de Cuasimodo y la misa a la chilena.[52]

- Matrimonio a la chilena: Es la versión patriota del matrimonio en Chile con elementos de la cultura huasa.[53]

- Ramada: Es un lugar de entretención esporádica con música, canto y baile.[54] Su versión informal es la chingana.[55]

- Sago Fisur

## En la cultura popular
En la televisión chilena, ha sido parodiado por los personajes: Don Clorindo de Gilberto Guzmán, Segismundo Vega de Fernando Alarcón, El Clavel de Ernesto Cancino, Pancho del Sur de Francisco Gatica, Huaso Clemente de Claudio Reyes, El Carmelo de Daniel Muñoz, Rupertina de Cristián Henríquez, Huaso Filomeno de Roger Jara, Huaso Toto de Francisco Acuña, Pomperio Olegario de Omar Manquel y Pedro Pelluco de Julio Fuentes. Ha sido representado en las telenovelas producidas por el canal Televisión Nacional de Chile: Rojo y miel (1994), Aquelarre (1999), Los Pincheira (2004), El señor de La Querencia (2008) y Somos los Carmona (2013). En la historieta chilena, apareció de manera cómica en Ramón, creación de Víctor Arriagada. En el fútbol chileno, los defensas Cristián Álvarez y Mauricio Isla fueron apodados Huaso y el hincha de la selección chilena Raúl Palma, como Huaso Lalo. El Clásico Huaso es jugado entre los clubes O'Higgins y Rangers, ambos de ciudades con importante presencia rural en su entorno y con presencia y raíces huasa en su interior, como consecuencia de los procesos de migración campo-ciudad. En Talca durante el siglo XX era común que los hinchas de Rangers personificaran a huasos, utilizando mantas de tela y sombreros de papel, aunque también hubiera huasos reales entre el público, cosa que aún ocurre.

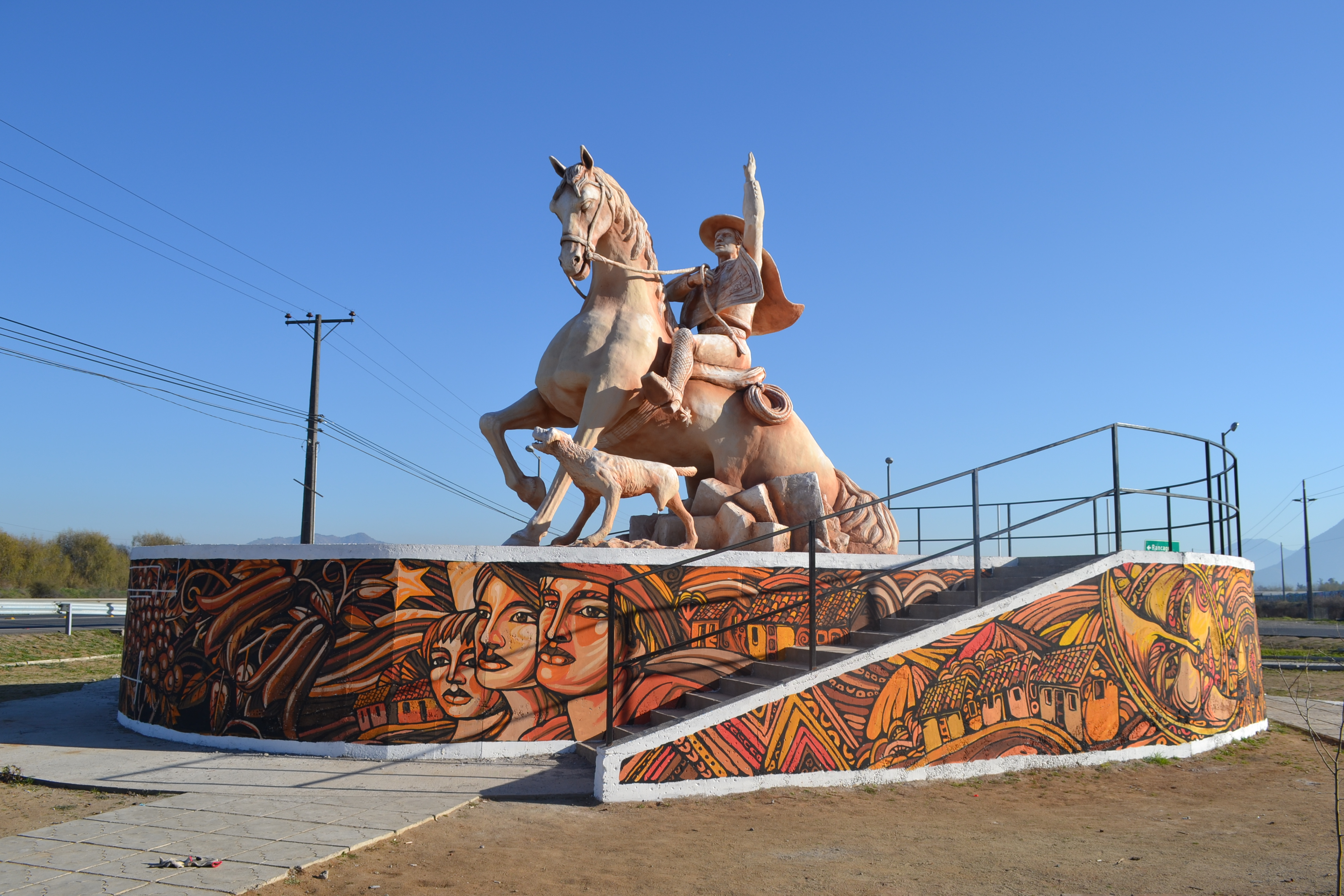
Monumento al Huaso Chileno.

Ha sido conmemorado de diversas maneras. Fue bautizado así el caballo purasangre que logró la «marca mundial de salto alto ecuestre» en 1949 (vigente) junto al chileno Alberto Larraguibel. En Curicó fue inaugurada en 2006 la escultura La Atajada de la chilena Graciela Albridi. En Doñihue fue inaugurada en 2016 la escultura Monumento al Huaso Chileno del chileno Roberto Calquín. En Antuco fue inaugurada en 2018 la escultura Monumento al Arriero del francés Lucien Burquier. Es aludido con la expresión «¡uyui!». Exhiben sobre el tema el Museo Casa del Huaso, el Museo de Arte y Artesanía de Linares, el Museo de Colchagua, el Museo de La Chilenidad y el Museo Regional de Rancagua.

## Uso del término
En lo lingüístico, los términos huaso, guaso o ahuasado son usados ocasionalmente por la cultura urbana chilena en forma despectiva de la siguiente manera:[cita requerida]
- Como un sobrenombre con el que la población de Santiago se refiere a la gente de provincias, incluso si provienen de ciudades o de lugares donde no han existido huasos, en algunos casos solo para remarcar esta procedencia, y en otros (o ambos) para remarcar la supuesta inoperancia del provinciano para vivir en la capital.[1]
- Para apodar a alguien que es grosero, o que utiliza mal el lenguaje.[1]
- Como mote despectivo para referirse a una persona tímida, introvertida o escueta (independiente de su proveniencia) que alude al prejuicio de que la gente campesina no posee competencias sociales.[1]
- Como mote para referirse a una persona que no comprende algo (independiente de su procedencia) que alude al prejuicio de que la gente campesina es tonta.
- Para apodar a alguien de carácter agresivo, simplón o crédulo.
- Para apodar a alguien tímido y callado.
- Como un mote, mediante el cual el patrón de fundo, o los descendientes de los antiguos estancieros del país, se refieren a los peones o inquilinos de las áreas rurales. La palabra se utiliza con este significado, especialmente por los actuales dueños de grandes propiedades agrícolas, o de descendientes de las pequeñas aristocracias locales de cada zona (en general, entre la población de más avanzada edad), para referirse a la población rural sin tierra o para los pequeños propietarios (usualmente más pobres que los propietarios anteriormente mencionados).

Sin perjuicio de esta propiedad del lenguaje común de las zonas urbanas, se reconocen en el huaso ciertas virtudes que lo hacen digno de admiración y de orgullo como hombre típico chileno: su gran caballerosidad, su lealtad, su patriotismo y su valentía.